# Noord-Chinese panter
De Noord-Chinese panter (Panthera pardus japonensis) is een ondersoort van de luipaard. Het IUCN klasseerde de soort in 2002 met de status Gevoelig (NT). Hij heeft zwarte vlekken en een goudachtig vacht.